# 한발
한발(旱魃)은 중국 신화에 등장하는 가뭄의 여신이다. 한발이라는 말 자체가 가뭄을 뜻하는 한자어다.

## 여신 한발
여신 한발은 『산해경』 「대황북경」에 기술되어 있다. 원래 이름은 발(妭)이며, 황제 헌원씨의 딸이다.
황제가 치우와 싸울 때, 치우 진영에 비의 신 우사와 바람의 신 풍백이 있었다. 이에 몸에 열이 많은 황제의 딸 발이 그들과 맞섰다. 한발이 비바람을 막아내 황제는 승리했지만, 발은 힘을 너무 써서 하늘로 돌아갈 수 없게 되었다.:170-171:207-208
한발의 힘은 그녀가 그곳에 있는 것만으로도 주위에 가뭄을 야기한다. 딸을 죽일 수도 없으니 어쩔 수 없이 황제는 한발을 적수하 너머 북방 계곤산에 유폐시켰다. 그러나 한발은 때때로 중원으로 탈출해와 가뭄을 일으켰고, 사람들은 “신이여, 북으로 돌아가소서”라고 하여 한발을 돌려보낸다고 한다.:170-171:207-208
원래 이름 발(妭)은 미녀라는 뜻이지만, 인간에게 해를 끼치게 되면서 부수를 여자 여(女)에서 귀신 귀(鬼)로 바꾸어 발(魃)이라고 불리게 되었다고 한다.:34-35

## 짐승형 한발

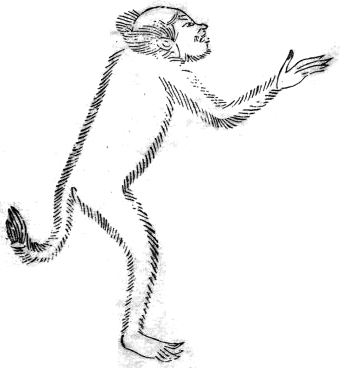
『삼재도회』의 「신발」

『산해경』 이후에 쓰여진 중국 문헌에는, 가뭄을 일으키는 짐승들에 관한 기록이 있다.
『본초강목』, 『신이경』에 따르면, 남방에 하(𪕰) 또는 발(魃)이라는 짐승이 있는데, 키가 2 - 3척(40 - 60 cm)이고, 정수리에 눈이 있고, 바람처럼 달리는데, 이것이 나타나면 큰 가뭄이 들지만, 요강에 던져넣으면 죽는다고 한다.:38
『삼재도회』에 기록된 신발(神魃)은 이매(魑魅)와 비슷한, 얼굴은 사람이고 몸은 짐승인 짐승인데, 손과 발이 하나씩밖에 없고, 강산(剛山)이라는 산에 많이 살며, 이것이 있는 곳에는 비가 내리지 않는다고 한다.
수나라 때의 『문자지귀』에는 “한발(旱魃)”이라는 짐승이 사는 곳에는 비가 내리지 않는다고 한다.:38

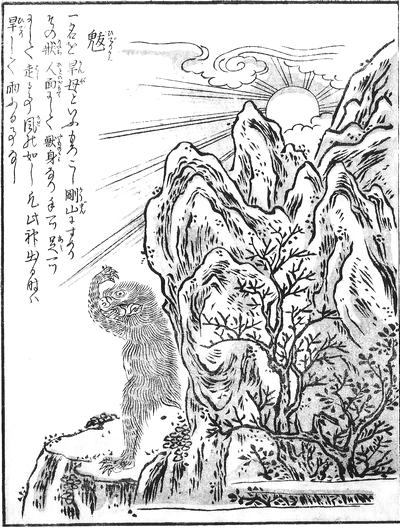
『금석화도속백귀』의 히데리가미.

이 존재들은 일본 에도시대의 백과사전 『화한삼재도회』에도 수록되었는데, 한자로 “발(魃)”이라고 쓰고  “히데리가미(ひでりがみ)”라고 읽는다.:38 도리야마 세키엔의 요괴 화집 『금석화도속백귀』에도 “히데리가미”가 그려져 있고, 위의 특징을 종합한 캡션이 달려 있다.
『산해경』에는 여신 한발과 별개로 신치(神𩳁)라는 존재가 있는데, 손발이 한개씩이고 사람 얼굴의 심증이며 강산에 산다고 되어 있다.:46-47 그래서 짐승 한발의 특징은 이 신치가 혼동된 결과라고도 한다.